# Trận Thượng Châu
Trận Thượng Châu là một trong những trận đánh đầu tiên trong giai đoạn đầu của cuộc xâm lược Triều Tiên của Nhật Bản (Chiến tranh Imjin). Người Triều Tiên đã cố gắng ngăn chặn cuộc xâm lược của quân Nhật Bản và ngăn không cho quân Nhật bao vây thành Trung Châu. Tuy nhiên, hỏa lực cao của các lực lượng Nhật Bản, đặc biệt là các khẩu súng hỏa mai, đã quyết định các chiến thắng liên tiếp cho quân Nhật. Như nhiều tướng lĩnh Triều Tiên khác vào lúc bắt đầu của cuộc chiến, Lý Dật đã đánh giá sai lầm về thực lực của quân Nhật Bản. Kết quả là người Nhật Bản đã giành chiến thắng và tiến nhanh tới Trung Châu.

## Trận chiến
Tướng quân Lý Dật đã tập hợp 1.000 quân trong số các đơn vị ở Sangju (상주, Thượng Châu). Lý Dật không muốn quân mình bị hủy diệt ở Thượng Châu nên đã dàn quân trên một ngọn đồi nhỏ ở gần đó. Khi một sứ giả đến và cảnh báo việc quân Nhật Bản đã chiếm hầu hết miền nam đạo Khánh Thượng, Lý đã cho chặt đầu anh ta, để thông tin đó không thể làm hạ thấp tinh thần và nhuệ khí  của quân mình.
Lý Dật sau đó đã cử một võ quan đi trinh sát để xác định vị trí của quân đội Nhật Bản. Thật không may, viên võ quan này đã bị phục kích và bị giết chết bởi một tay xạ thủ Nhật Bản. Khi không thấy viên võ quan trở về, Lý Dật biết rằng quân Nhật Bản đang ở rất gần đấy. Ngay sau đó, những người lính dưới quyền tướng quân Nhật Bản Konishi Yukinaga xuất hiện.
Konishi và các tướng lĩnh dưới quyền mình sau đó đã ra lệnh cho ashigaru (lính bộ binh) bắn vào các đơn vị Triều Tiên bằng súng hỏa mai. Sau một loạt đạn tới tấp, binh lính của Lý Dật bắt đầu nhốn nháo. Khi quân Nhật Bản bắt đầu tiến lên đồi, Lý ra lệnh cho quân của mình bắn tên, nhưng không đến đích. Konishi Yukinaga chia lực lượng của mình ra và bắt đầu bao vây quân Triều Tiên. Nhận thấy thất bại ngay trước mắt, Lý Dật quay ngựa bỏ chạy, cùng với đội quân còn lại của mình. Quân đội của Konishi đã chiến thắng, khoảng 300 quân Triều Tiên tử trận. Konishi tiếp tục dẫn quân của mình lên phía bắc, tới Trung Châu chuẩn bị cho một chiến thắng khác.